# 108-я пехотная дивизия (Германская империя)
108-я пехотная дивизия (нем. 108. Division) — воинское соединение Германской имперской армии, принявшее участие в Первой мировой войне. Сформирована 12 октября 1915 года, став тем самым дивизией имперской армии, сформированной во время войны. 108-я пехотная дивизия была расформирована в сентябре 1918 года, после тяжёлых потерь на Западном фронте.

## История формирования и боевой путь
Уже в начале мая 1915 года создано в качестве импровизированный дивизии "Бекман".
В ноябре 1915 года как 108-я пехотная дивизия.
До декабря 1917 года дивизия была развернута на Восточном фронте и после объявления перемирия была передислоцирована на Западный фронт.
После тяжёлых потерь в боях на Западном фронте в сентябре 1918 года дивизия была расформирована.

### Хроника боевых действий

#### 1915 год
- с 7 мая по 13 ююля — бои в районе нижнего течения Дубисы
- с 9 по 30 сентября — сражение в Даугавпилсе за овладение мостами.

## Боевой и численный состав

### 1915 год
- 5-я пехотная бригада
  - 97-й пехотный полк
  - 137-й пехотный полк
  - 265-й запасной пехотный полк

## Командный состав
- гауптман Эрвин фон Вицлебен — со 2 августа 1918 года — офицер Генерального штаба 108-й пехотной дивизии.